# Milica Čović
Milica Čović (serbisch-kyrillisch Милица Човић, * 12. Januar 1988) ist eine serbische Handballspielerin.

## Karriere
Čović steht seit 2015 in der deutschen Handball-Bundesliga bei SVG Celle unter Vertrag. Davor spielte die 1,76 Meter große Rückraumspielerin in Serbien für ŽRK Naisa Niš, Radnički Kragujevac und RK Lasta Radnički Petrol Beograd, mit dem sie in der Saison 2007/08 am EHF Challenge Cup teilnahm. Ab 2013 spielte Čović für den TuS Metzingen. Im Sommer 2015 wechselte sie zum SVG Celle.
Milica Čović gehört zum Kader der serbischen Nationalmannschaft.